# Institut für Landwirtschaftsrecht
Das Institut für Landwirtschaftsrecht (ILR) ist ein Forschungsinstitut der Georg-August-Universität Göttingen.

## Geschichte
Das Institut wurde 1961 aufgrund der Initiative von Rechtsanwalt Büttner, dem damaligen Justiziar des niedersächsischen Landvolks, gegründet und ist als drittmittelfinanzierte Einrichtung konzipiert. Hauptförderer ist die Landwirtschaftliche Rentenbank, die 2010 eine Professur für Agrarrecht und Öffentliches Recht stiftete, auf die José Martínez y Soria in 2012 berufen wurde. Seit der Gründung besteht ein Beirat aus Vertretern der Förderer des Instituts, Vertretern der Angehörigen der Juristischen Fakultät und der Fakultät für Agrarwissenschaften an der Georg-August-Universität sowie Vertretern des Deutschen Bauernverbandes und des Spitzenverbandes landwirtschaftlicher Sozialversicherungen (inzwischen SVLFG).
Forschung und Lehre im Landwirtschaftsrecht wird an der Georg-August-Universität Göttingen bereits im 18. Jahrhundert betrieben. So wurden an der Juristischen Fakultät seit 1783 die Vorlesungen „Bauernrecht“ und „Meyerrecht“ und seit 1825 bis Anfang der 70er Jahre die Vorlesung „Landwirtschaftsrecht“ angeboten. Von 1965 bis 2003 nahm der wissenschaftliche Mitarbeiter Wolfgang Winkler die laufenden Geschäfte des Instituts wahr.

## Forschungsschwerpunkte
Das ILR widmet sich dem Agrarrecht in seiner gesamten Breite:
- traditionelles Landwirtschaftsrecht, insbesondere landwirtschaftliches Erb- und Familienrecht, Grundstücksverkehrsrecht, Landpachtrecht, Flurbereinigungsrecht und Genossenschaftsrecht
- moderne Gebiete des Agrarrechts, insbesondere das Recht des ländlichen Raumes, Infrastrukturrecht und das Recht der Erneuerbaren Energien
- Agrarrecht der Europäischen Union
- Agrarrecht ausländischer Staaten
- Umweltrecht
- Lebensmittelrecht
- Agrarpolitik, Agrarökonomie, Umweltökonomie und Agrarsoziologie
- Agrarrechtsgeschichte
- Agrarrechtsvergleich

## Wissenschaftliche Kooperationen
- Deutsche Gesellschaft für Agrarrecht (DGAR)
- Comité Européen de Droit Rural (CEDR)

sowie insgesamt 35 Kooperationen mit ausländischen akademischen und fachlichen Einrichtungen.

## Veranstaltungen
Das Institut für Landwirtschaftsrecht ist Veranstalter zahlreicher Tagungen, Seminare und Diskussionsforen:
- seit 2010: „Göttinger Gespräche zum Agrarrecht“
- seit 2012: „Monzeler Weinrechtstag“
- seit 2013: „Deutsch-Polnische Tagung zum Agrarrecht“
- seit 2012: „Deutsch-Chinesischer Workshop zum Landwirtschaftsrecht“
- seit 2020: „Göttinger Kamingespräche zum Agrarrecht“[3]

## Präsenzbibliothek
Das Institut für Landwirtschaftsrecht verfügt über eine Spezialbibliothek mit ca. 30.000 Bänden und hat 26  Zeitschriften abonniert. Neben Studierenden gehören zu den Nutzern Wissenschaftler der Rechts- und Agrarwissenschaften, ausländische Gastwissenschaftler und in der Praxis tätige Agrarjuristen. Die Bibliothek befindet sich im 12. Stock des Blauen Turms (MZG) der Georg-August-Universität.

## Publikationen
- Schriftenreihe „Schriften zum Agrar-, Umwelt- und Verbraucherschutzrecht“[4]
- „Jahrbuch des Agrarrechts“
- Göttinger Online-Beiträge zum Agrarrecht[5]
- Hauptschriftleitung der Zeitschrift „Agrar- und Umweltrecht“ (AUR)[6]